# Michigan Supreme Court

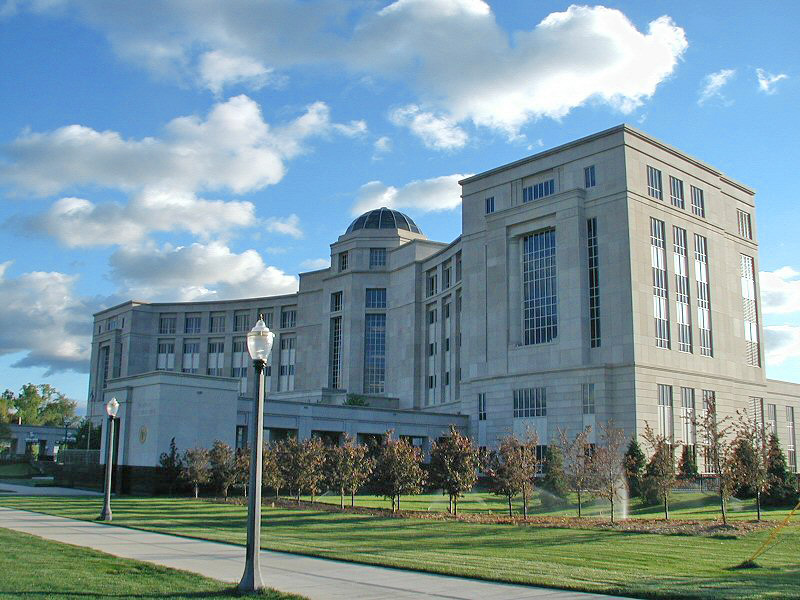
Gerichtsgebäude

Der Michigan Supreme Court ist das höchste Gericht im US-Bundesstaat Michigan. Er ist das letztinstanzliche Gericht Michigans und besteht aus sieben Richtern. Das Gericht hat seinen Sitz in Lansing, der Hauptstadt des Bundesstaates.

## Tätigkeit
Jedes Jahr gehen bei dem Gericht etwa 2000 neue Fälle ein. In den meisten Fällen geht es um die Überprüfung der Entscheidungen des Michigan Court of Appeals, aber der Supreme Court befasst sich auch erstinstanzlich mit Fällen anwaltlichen oder richterlichen Fehlverhaltens.

## Geschichte
Der Supreme Court von Michigan geht auf den Obersten Gerichtshof des Michigan-Territoriums zurück, der 1805 mit drei Richtern eingerichtet wurde. Diese Richter wurde auf Lebenszeit gewählt. Im Jahr 1823 wurde die Amtszeit der Richter auf vier Jahre begrenzt.
Der Michigan Supreme Court war das einzige Gericht, das mit der ersten Verfassung Michigans im Jahr 1835 geschaffen wurde. Er bestand aus drei Mitgliedern, von denen jedes auch für einen der drei Gerichtsbezirke in Detroit, Ann Arbor und Kalamazoo zuständig war. Das Gericht war nur mit zwei Mitgliedern beschlussfähig, und die Mitglieder wurden vom Gouverneur mit Zustimmung des Senats für eine Amtszeit von sieben Jahren ernannt. Im Jahr 1838 schlug Richter William A. Fletcher einen neuen Plan für das Gericht vor, der von der Legislative angenommen wurde. Dadurch wurde die Zahl der Gerichtsbezirke auf vier erhöht und die Richterbank auf vier Richter erweitert, das Quorum blieb jedoch bei zwei Richtern.
1848 wurde das Gericht auf fünf Richter erweitert, und die Verfassung von Michigan von 1850 sah vor, dass sie für sechs Jahre gewählt wurden. 1858 wurden die Circuit Courts vom Supreme Court abgetrennt, so dass die Zahl der Richter auf vier reduziert wurde, von denen einer der Chief Justice war.
Im Jahr 1887 wurde das Gericht auf fünf Richter erweitert, die jeweils für zehn Jahre im Amt waren. Im Jahr 1903 wurde das Gericht erneut auf acht Richter mit einer Amtszeit von acht Jahren erweitert. Die neue Verfassung aus dem Jahr 1963 sah vor, dass der nächste Richter, der aus dem Gericht ausscheidet, nicht ersetzt wird, um das Gericht auf sieben Mitglieder zu verkleinern, was erreicht wurde, als Richter Theodore Souris nicht erneut antrat.

## Zusammensetzung
Der Supreme Court besteht aus sieben Richtern, die für eine Amtszeit von acht Jahren gewählt werden. Die Kandidaten werden von den politischen Parteien nominiert. Die Kandidaten für den Supreme Court müssen wahlberechtigt sein, seit mindestens fünf Jahren als Anwalt in Michigan zugelassen sein und zum Zeitpunkt der Wahl unter 70 Jahre alt sein. Die Verfassung von Michigan sieht vor, dass der Gouverneur freie Stellen am Supreme Court des Bundesstaates zunächst mit einem Kandidaten besetzt, der bis zum nächsten Wahltermin im Amt bleibt. Alle zwei Jahre wählen die Richter ein Mitglied des Gerichts zum Obersten Richter.

### Aktuelle Richter
| Titel             | Name                 | Tätig seit                                  | Ernennung                    |
| ----------------- | -------------------- | ------------------------------------------- | ---------------------------- |
| Chief Justice     | Elizabeth T. Clement | 17. November 2017 (Chief Justice seit 2022) | Ernannt von Rick Snyder      |
| Associate Justice | Brian K. Zahra       | 15. Januar 2011                             | Ernannt von Rick Snyder      |
| Associate Justice | Richard H. Bernstein | 1. Januar 2015                              | Wahl                         |
| Associate Justice | Megan Cavanagh       | 1. Januar 2019                              | Wahl                         |
| Associate Justice | Elizabeth M. Welch   | 1. Januar 2021                              | Wahl                         |
| Associate Justice | Kyra Harris Bolden   | 1. Januar 2023                              | Ernannt von Gretchen Whitmer |
| Associate Justice | Kimberly Thomas      | 1. Januar 2025                              | Wahl                         |